# Андре-Марі-Констан Дюмеріль

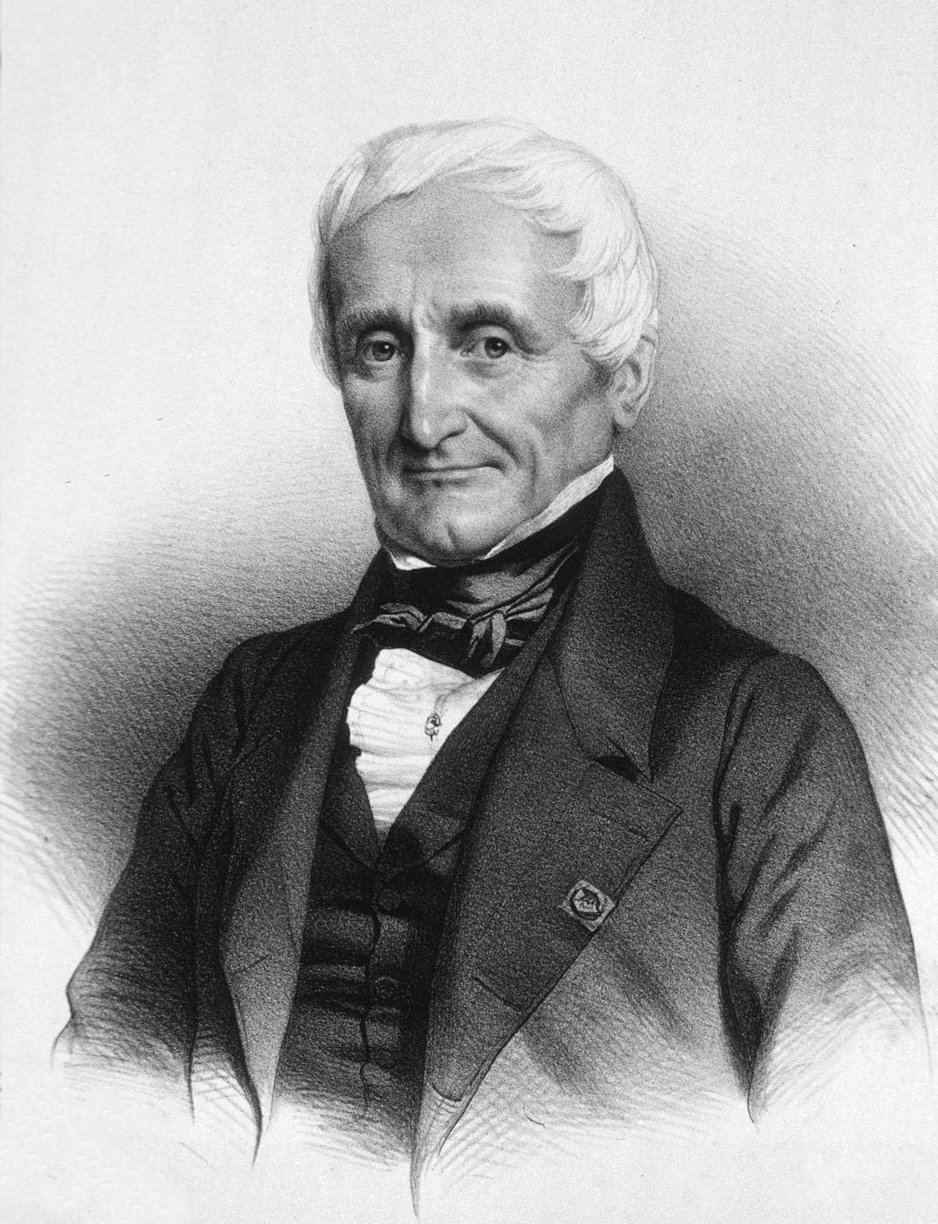
Андре-Марі-Констан Дюмеріль

Андре-Марі-Констан Дюмеріль (фр. André Marie Constant Duméril, 1 січня 1774, Ам'єн — 14 серпня 1860, Париж) —  французький зоолог, професор кафедри амфібіологіі і іхтіології в Jardin des Plantes. Дюмеріль був прозектором в Руані, після цього — начальником анатомічних робіт в медичній школі в Парижі, професором анатомії і патології при медичному факультеті.
За час своїх наукових досліджень класифікував деякі біологічні види.
Андре-Марі-Констан Дюмеріль — батько іншого відомого біолога Огюста Анрі Дюмеріля.